# BBC Earth
BBC Earth est une marque audiovisuelle de la British Broadcasting Corporation (BBC) créée en 2009 et destinée à commercialiser et distribuer le contenu dans le domaine de l'histoire naturelle à l'échelle internationale. BBC Worldwide est la branche commerciale du groupe britannique public de radiodiffusion.

Logo de BBC Earth

Commercialement, elle représente la BBC Natural History Unit, considérée comme la plus grande maison de production de documentaire animalier dans le monde.

## BBC Earth Films
En 2010, la BBC lance BBC Earth Films, branche cinématographique de la marque. À cette occasion, trois nouvelles productions ont été annoncées : One Life (sorti en 2011), Sur la terre des dinosaures (2013) et Nature 3D (2014).
En septembre 2012, BBC Earth a annoncé trois autres projets, un trio de documentaires en 3D produit en collaboration avec Giant Screen Films composé d'Amazing Bugs!, Africa: The Wildest Place on Earth et Sharks! Rulers of the Seas et commercialisé dans les salles de cinéma, les musées et des attractions touristiques.